# Szwadron Kawalerii KOP „Hancewicze”
Szwadron Kawalerii KOP „Hancewicze” – pododdział kawalerii Korpusu Ochrony Pogranicza.

## Formowanie i zmiany organizacyjne
Na posiedzeniu Politycznego Komitetu Rady Ministrów, w dniach 21-22 sierpnia 1924, zapadła decyzja powołania Korpusu Wojskowej Straży Granicznej. 12 września 1924 Ministerstwo Spraw Wojskowych wydało rozkaz wykonawczy w sprawie utworzenia Korpusu Ochrony Pogranicza, a 17 września instrukcję określającą jego strukturę. W 1925, w składzie 5 Brygady Ochrony Pogranicza, rozpoczęto formowanie jednostki 15 szwadronu kawalerii. W skład szwadronu wchodzić miały cztery plutony liniowe i drużyna dowódcy szwadronu. Stany szwadronu były zbliżone do stanów szwadronów formowanych w 1924 . Jednostką formującą był 26 pułk ułanów . Z dniem 28 lutego 1925 został przeniesiony do Korpusu Ochrony Pogranicza na stanowisko dowódcy szwadronu rotmistrz 23 Pułku Ułanów Grodzieńskich Stanisław Starzecki.
Szwadron był podstawową jednostką taktyczną kawalerii KOP. Zadaniem szwadronu było prowadzenie działań pościgowych, patrolowanie terenu, w dzień i w nocy, na odległości nie mniejsze niż 30 km, a także utrzymywanie łączności między odwodami kompanijnymi, strażnicami i sąsiednimi oddziałami oraz eskortowanie i organizowanie posterunków pocztowych. Wymienione zadania szwadron realizował zarówno w strefie nadgranicznej, będącej strefą ścisłych działań KOP, jak również w pasie ochronnym sięgającym około 30 km w głąb kraju. Szwadron był też jednostką organizacyjną, wyszkoleniową, macierzystą i pododdziałem gospodarczym .
W lipcu 1929 zreorganizowano kawalerię KOP. Zorganizowano dwie grupy kawalerii. Podział na grupy uwarunkowany był potrzebami szkoleniowymi i zadaniami kawalerii KOP w planie „Wschód”. Szwadron wszedł w skład grupy północnej. Przyjęto też zasadę, że szwadrony przyjmą nazwę miejscowości będącej miejscem ich stacjonowania. Obok nazwy geograficznej, do 1931 stosowano również numer szwadronu.
W 1934(?)1932roku dokonano kolejnego podziału szwadronów. Tym razem na trzy grupy inspekcyjne. Szwadron wszedł w skład grupy środkowej.
Jednostką administracyjną dla szwadronu był batalion KOP „Ludwikowo”. Konie w poszczególnych szwadronach dobierano według maści. W szwadronie „Iwieniec” były jasne kasztany.
W 1938 nastąpiła reorganizacja podporządkowania i struktur kawalerii KOP. Szwadrony zakwalifikowano do odpowiednich typów jednostek w zależności od miejsca stacjonowania Organizacja szwadronu kawalerii na dzień 20 listopada 1938 przedstawiała się następująco: dowódca szwadronu, szef szwadronu, drużyna ckm, drużyna gospodarcza, patrol telefoniczny i dwa plutony liniowe po cztery sekcje, w tym sekcję rkm . Liczył 2 oficerów, 1 chorążego, 8 podoficerów zawodowych, 2 podoficerów nadterminowych i 78 ułanów. Szwadron wchodził w skład Brygady KOP „Polesie”.
W ramach mobilizacji częściowej zarządzonej 23 marca 1939 szwadron przegrupował się w rejon Wielunia, gdzie organizowany był ćwiczebny pułk kawalerii KOP podporządkowany dowódcy OK IV. W maju szwadron wszedł w skład 1 pułku kawalerii KOP jako jego 6 szwadron.

## Żołnierze szwadronu
Dowódcy szwadronu
- rtm. Stanisław Starzecki[28] z 23 puł (od 28 lutego 1925)
- rtm. Teodor Suchodolski (był w 1928)[29]
- rtm. Karol Jastrzębski (14 maja 1929[30]  – V 1930)
- rtm. Kazimierz Strawiński (11 marca 1933 −)[31]
- rtm. Adolf Regulski (był w 1937)[29]
- rtm. Władysław Śliwiński[f] (21 V 1938 – II 1939)[29]
- rtm. Feliks Ciejko z 4 psk( IX 1939[25][26])

Obsada personalna w marcu 1939
Ostatnia „pokojowa” obsada oficerska szwadronu
- dowódca szwadronu – rtm. Śliwiński Władysław[h].
- oficer szwadronu – por. Stupnicki Tadeusz Władysław Jan

Obsada personalna 6 szwadronu 1 pkaw KOP:
- dowódca szwadronu – rtm. Feliks Ciejko
- dowódca I plutonu – por. Tadeusz Stupnicki z 18 p.uł.
- dowódca II plutonu – ppor. rez. Wacław Russocki z 6 p.uł.
- dowódca III plutonu – ppor. rez. Tadeusz Czarnocki
- szef szwadronu – N.N.